# Nid D’Aigle (La Digue)
Nid D’Aigle (en.: Eagle’s Nest Mountain, dt.: Adlernest) ist der Gipfel der Insel La Digue im Inselstaat Seychellen im Indischen Ozean.

## Geographie
Der Hügel erreicht eine Höhe von 333 m. Er liegt in der Mitte der Insel. Der Osthang fällt steil zur Anse Fourmis und zur Pointe Anse Cocos hin ab, während die Insel im Westen sanft ausläuft und auf dem niedrigen Inselteil liegen die Ortsteile La Passe und L’Union von Reunion.